# 硯ヶ池
硯ヶ池（すずりがいけ）は、富山県中新川郡立山町の別山山頂付近にある池。別名は経ヶ池。標高は2870mで日本で二番目の高所池だったが、2019年に日本一の高所池であった御嶽山の二ノ池が火山灰に埋もれほぼ消滅したため、現在この硯ヶ池が日本最高所の湖沼となっている
。

## 概要
立山別山の山頂近くにある直径10m、深さ0.3mほどの池。
硯ヶ池・経ヶ池のどちらの池名も庚申信仰と関係がある。人間の体内に三尸（さんし）という虫が棲んでおり、その人の善悪の所業を庚申の日に帝釈天に報告し、帝釈天がそれを随時記録することでその人の寿命が定められるというが、その記録に使う硯や経がこの池に見立てられている。

## 生態
富山大学植木忠夫教授らの調査で、この池の固有種タテヤマケンミジンコが発見・命名された。